# Ady Endre utca (Kiskunfélegyháza)
Az Ady Endre utca Kiskunfélegyháza  középkori utcáinak egyike. Nyomvonala 1829-ben alakult ki.

## Története
Első hivatalos elnevezése Felső Zöld utca volt (1850), ez a névadás azt tükrözte, hogy a város határában lévő ún. Nyomás felső, nyugati részére nézett. 1879-ben már Felső zöld sorként említik, e név pedig azt tükrözi, hogy az utca soros jellegű volt. Ez a sorjelleg több mint száz évig megvolt.
Az utca páros oldala csak a Horthy-korszakban kezdett beépülni. Észak felé haladva osztották ki a telkeket, az utcavég telkeire 1954-ben került sor, ez a rész az 1960-as években épült be teljesen.
Az utca kezdetén, a Kossuth utcán állt az 1867-ben alapított gőzmalom, melynek telke a mai Petőfi Sándor Általános Iskoláig húzódott. A gőzmalom keleti sarkában alakították ki a város első gőzfürdőjét 1894-ben.
1890-ben már Fürdő utca néven említik. Ez az elnevezés 1929-ig fennmaradt, amikor már a gőzfürdő maga már nem is volt meg.
Mai nevét 1929-ben javasolta Némedi Varga Jakab városi képviselő, igaz, más utcára. Az utca nevének használata csak 1945 után vált általánossá.